# Triënnale Brugge

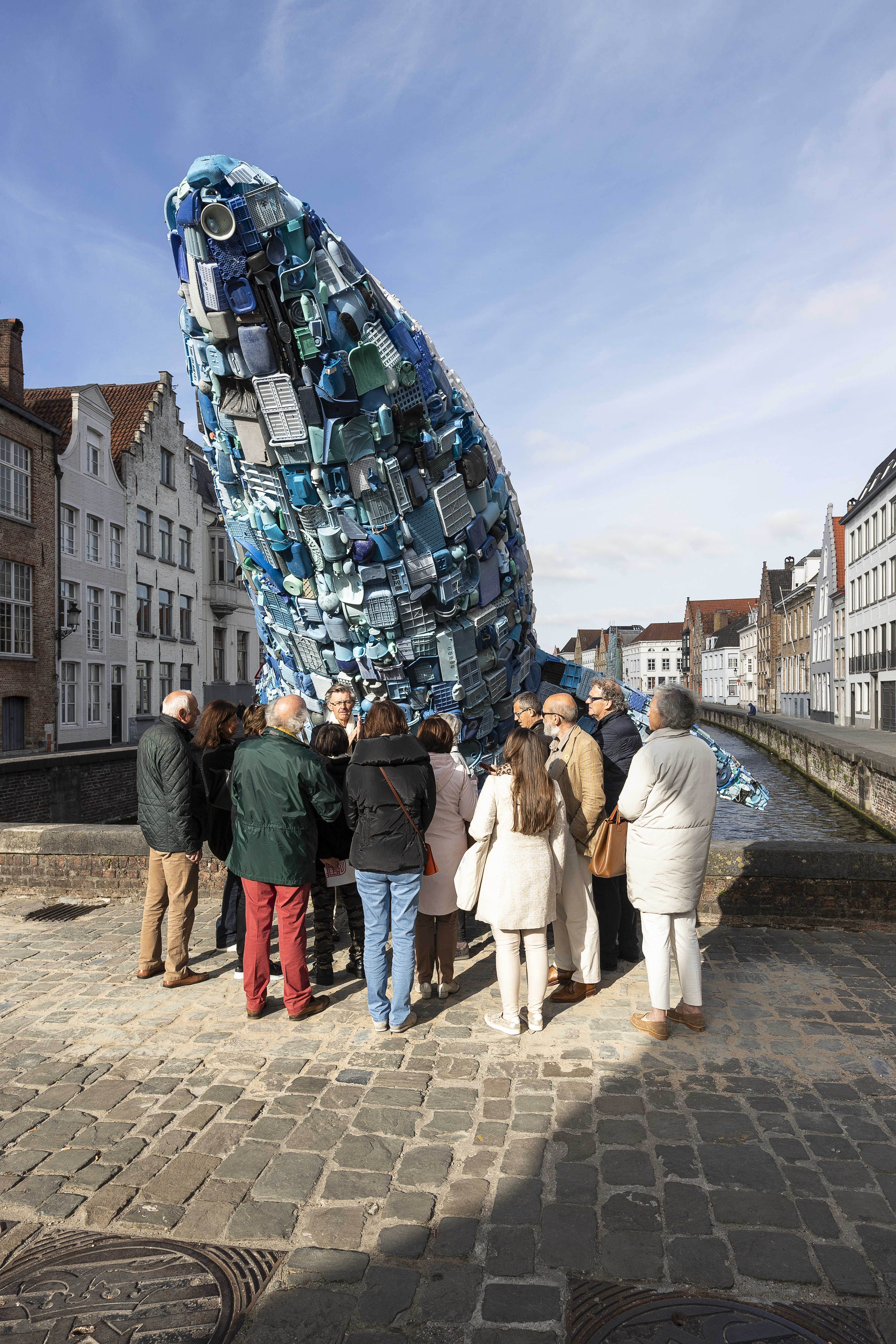
Triënnale Brugge 2018 - Skyscraper (the Bruges Whale) - Studio KCA

Triënnale Brugge brengt hedendaagse kunst en architectuur naar de unieke Unesco-werelderfgoedomgeving van Brugge.
Wat in 1968 startte als een traditionele overzichtstentoonstelling van actuele Belgische kunst, evolueerde, na een lange onderbreking, tot een driejaarlijks evenement waarbij een artistiek team (inter)nationale kunstenaars en architecten uitnodigt om nieuwe, sitespecifieke installaties voor de stad te ontwikkelen en te tonen. Vertrekkende van een vooropgesteld/overkoepelend thema, nemen ze vijf maanden lang de publieke ruimte in met hedendaagse creaties die doen nadenken over de stad, haar toekomst en uitdagingen wereldwijd. 
Met deze tijdelijke, artistieke ingrepen neemt Triënnale Brugge een unieke plaats in in het Belgische kunstenlandschap. 

## Voorgeschiedenis
Om Brugge los te maken van zijn middeleeuws pittoresk imago en op de kaart van de hedendaagse kunstwereld te zetten, besloten enkele gedreven kunstliefhebbers in de late jaren 50 van de twintigste eeuw om actie te ondernemen. Het Onafhankelijk Cultureel Forum Raaklijn, een groep Bruggelingen, verzamelde zich rond Herman Sabbe, Paul de Wispelaere en Jan van der Hoeven. Dankzij Raaklijn stelden in 1958 Luc Peire en Victor Servranckx tentoon in Brugge. De groep breidde stelselmatig uit met onder andere Mark Braet, Renaat Ramon, kunstschilder Gilbert Swimberghe en Gaby Gyselen, diensthoofd Cultuur bij de provincie West-Vlaanderen.
De tentoonstelling Bryggium in 1966 werd een eerste grote overzichtstentoonstelling van internationale hedendaagse kunst in Brugge. Ze werd samengesteld door graaf Philippe d'Arschot de Schoonhoven en georganiseerd door de stad Brugge. In de Stadshallen aan het Brugse belfort waren vooral schilderijen, maar ook sculpturaal werk te zien. Achtentwintig beeldende kunstenaars, waaronder Hugo Claus, Roger Raveel, Asger Jorn en Maurice Wyckaert, presenteerden er hun werk.

## 1968: Eerste Triënnale
Tussen 11 juli en 8 september 1968 werd in de Brugse stadshallen door het stadsbestuur van Brugge en de provincie West-Vlaanderen een overzicht van de plastische kunst in België georganiseerd. Het erecomité (met o.m. Achiel Van Acker, Gaston Eyskens, Frans Van Mechelen, Pierre Vandamme en Fernand Traen) en het selectiecomité met Karel Geirlandt en Emile Langui hadden de intentie om zonder enige voorkeur een overzicht te geven van actuele kunst in België. Willy Van den Bussche, conservator van de provincie West-Vlaanderen, was een van de leden van het uitvoerende comité. De tentoonstelling bestond uit bruiklenen en nieuwe voor de tentoonstelling gemaakte werken. Er waren 86 deelnemers, waaronder Panamarenko, Rik Slabbinck, Pol Spilliaert, Gilbert Swimberghe, Bram Bogart, Marcel Broodthaers, Louis Van Lint, Roger Raveel en Pierre Alechinsky.

## 1971: Tweede Triënnale
Voor deze editie werd een leeftijdsgrens vastgelegd: enkel deelnemers geboren na 1920 mochten deelnemen. 84 kunstenaars presenteerden hun werk in de Brugse Stadshallen tussen 15 juli en 15 september. Bij wijze van uitzondering presenteerde deze Triënnale ook een werk in de openbare ruimte: De Zwanen van Brugge van Roger Raveel, dat al meteen voor controverse zorgde en tot driemaal toe van de Reie werd weggeplukt en teruggezet. Jef Cornelis legde de derde tewaterlating vast op film voor het BRT-programma Zoeklicht. Naast conservator Willy Van den Bussche, provincie West-Vlaanderen, werkte Dirk De Vos, conservator bij de stedelijke musea in Brugge, mee aan deze tweede editie. Dit team gaf ook de derde Triënnale vorm en tegelijk kochten ze voor hun respectievelijke werkgever een selectie van de tentoongestelde actuele werken aan.

## 1974: Derde Triënnale
Voor de derde Triënnale van hedendaagse kunst in België werd er uitgeweken naar de Beurshalle op het Beursplein. Van 22 juni tot 1 september 1974 presenteerden 44 kunstenaars hun werk. Onder hen:
- Bram Bogart,
- Marcel Broodthaers,
- Raoul De Keyser,
- Marcel Maeyer,
- Panamarenko,
- Roger Raveel,
- Pjeroo Roobjee, die tijdens de openingsavond een performance gaf,
- Paul Van Hoeydonck, die toen al zijn Fallen Astronaut op de maan had laten afleveren,
- Paul Van Rafelghem,
- Dan Van Severen,
- Jacques Verduyn,
- Marc Verstockt,
- Marthe Wéry,
- Roger Wittevrongel.

## 1974-2015
Na de gemeenteverkiezingen van 1976 en een wisseling in de bestuursmeerderheid, werd geen verdere triënnale meer georganiseerd.
Minister van werkgelegenheid en toerisme, Renaat Landuyt (sp.a) stond in 2003 mee aan de wieg van de kunsttriënnale Beaufort aan de Belgische kust. Gezien de impact van een dergelijk grootschalig en laagdrempelig kunstevenement in de openbare ruimte, kondigde hij in 2012 aan de Triënnale van Brugge nieuw leven te willen inblazen indien zijn partij de gemeenteraadsverkiezingen zou winnen.

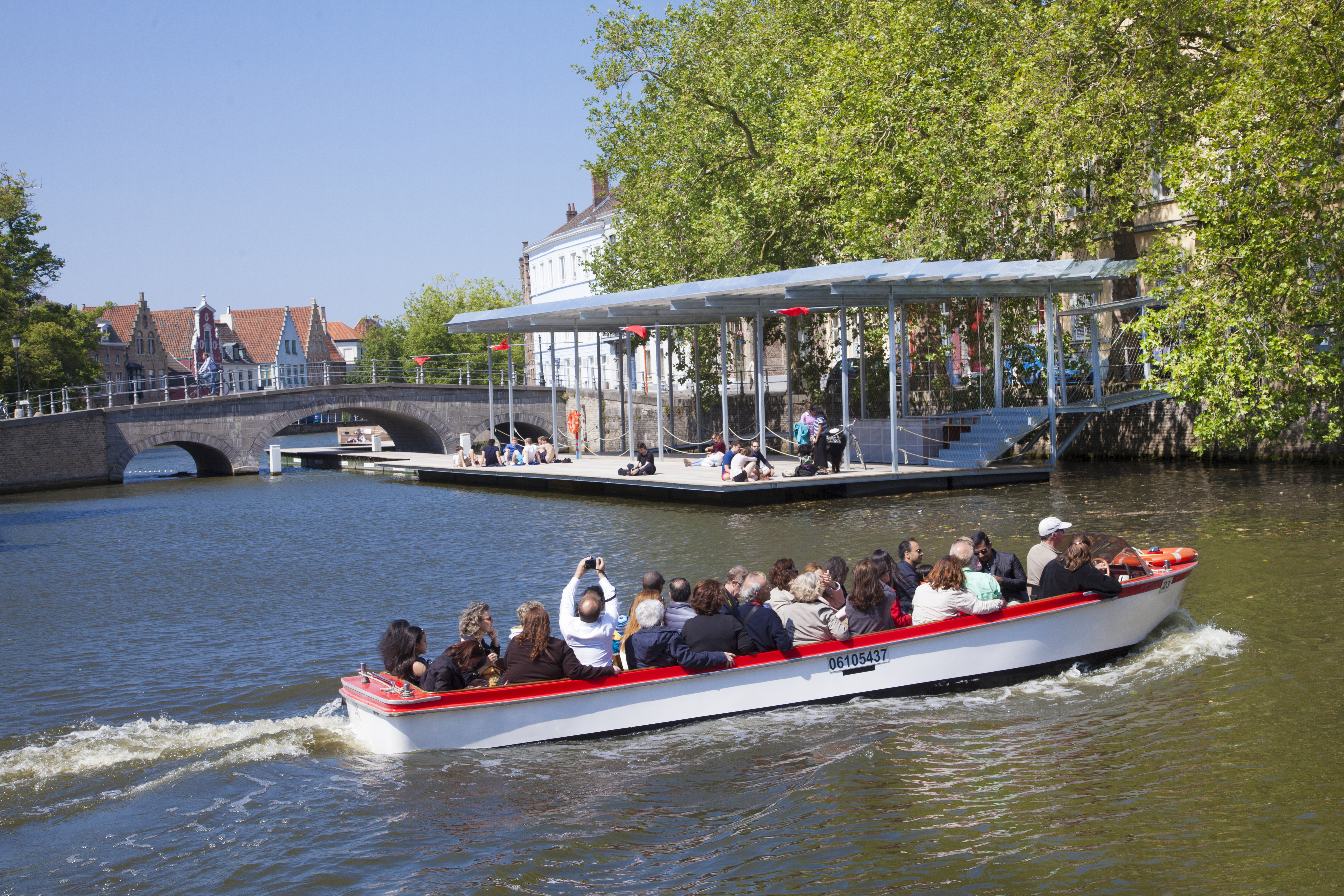
Triënnale Brugge 2015 - Atelier Bow-Wow, Canal Swimmer's Club

## Triënnale 2015
In 2013 werd Renaat Landuyt de nieuwe burgemeester van Brugge. Hij stelde Till-Holger Borchert, directeur van de Brugse Musea en Michel Dewilde aan als curatoren voor de eerste Triënnale Brugge van de eenentwintigste eeuw. De openbare ruimte werd tussen mei en oktober 2015 ingenomen door werk van kunstenaars en architecten. Het uitgangspunt, "Wat als... de 5 miljoen bezoekers die Brugge per jaar aandoen, besluiten er te blijven?", was ten gevolge van de Europese vluchtelingencrisis brandend actueel.
De volgende kunstenaars en architecten creëerden nieuw werk voor een specifieke plaats in de Brugse binnenstad (het 'Ei van Brugge', dat tevens de inspiratie leverde voor het letterlogo URB EGG):
1. Studio Mumbai, het bureau van Bijoy Jain, India, A bridge by the canal, Steenhouwersdijk.
2. Tadashi Kawamata, Japan, Tree Huts in Bruges, Begijnhof.
3. Rainer Ganahl, Oostenrijk, Uber Capitalism, Burg.
4. Vermeir & Heiremans, België, Masquerade, in de Poortersloge.
5. Anne K. Senstad, Noorwegen, Gold Guides Me, Spaanse Pakhuizen nabij de Dampoort.
6. Vibeke Jensen (°1962), Noorwegen, 1:1 Connect: Diamondscope, Markt.
7. Romy Achituv, Israël, Cataract Gorge, sluizencomplex ter hoogte van het Sasplein, Dampoort.
8. HeHe, Verenigd Koninkrijk-Duitsland, Undercurrent, site Oud Sint-Jan.
9. Nicolas Grenier, Canada, Vertically Integrated Socialism, Grootseminarie, Potterierei
10. Nathan Coley, Verenigd Koninkrijk, A Place Beyond Belief en Palace, Burg en binnenplein Stadshallen.
11. O + A, Oostenrijk en Verenigde Staten, Quiet is the New Loud, soundscapewandeling in de binnenstad met startpunt in de Poortersloge.
12. Song Dong, China, Wu Wei Er Wei | Doing Nothing Nothing Doing, Steenstraat naast de Sint-Salvatorskathedraal .
13. Daniël Dewaele, België, The Passage Room en About Bruges and Other Places, Stationsplein.
14. Atelier Bow-Wow, Japan, Canal Swimmer's Club, Sint-Annarei - Potterierei.

Gelijktijdig met de Triënnale liepen nog drie aanvullende tentoonstellingen in De Bond, het Arentshuis en het stadhuis van Brugge. De Canal Swimmer's Club van Atelier Bow-Wow, een tijdelijke zwemplatform aan de Carmersbrug, gaf de gelegenheid om opnieuw in de Brugse reien te zwemmen.

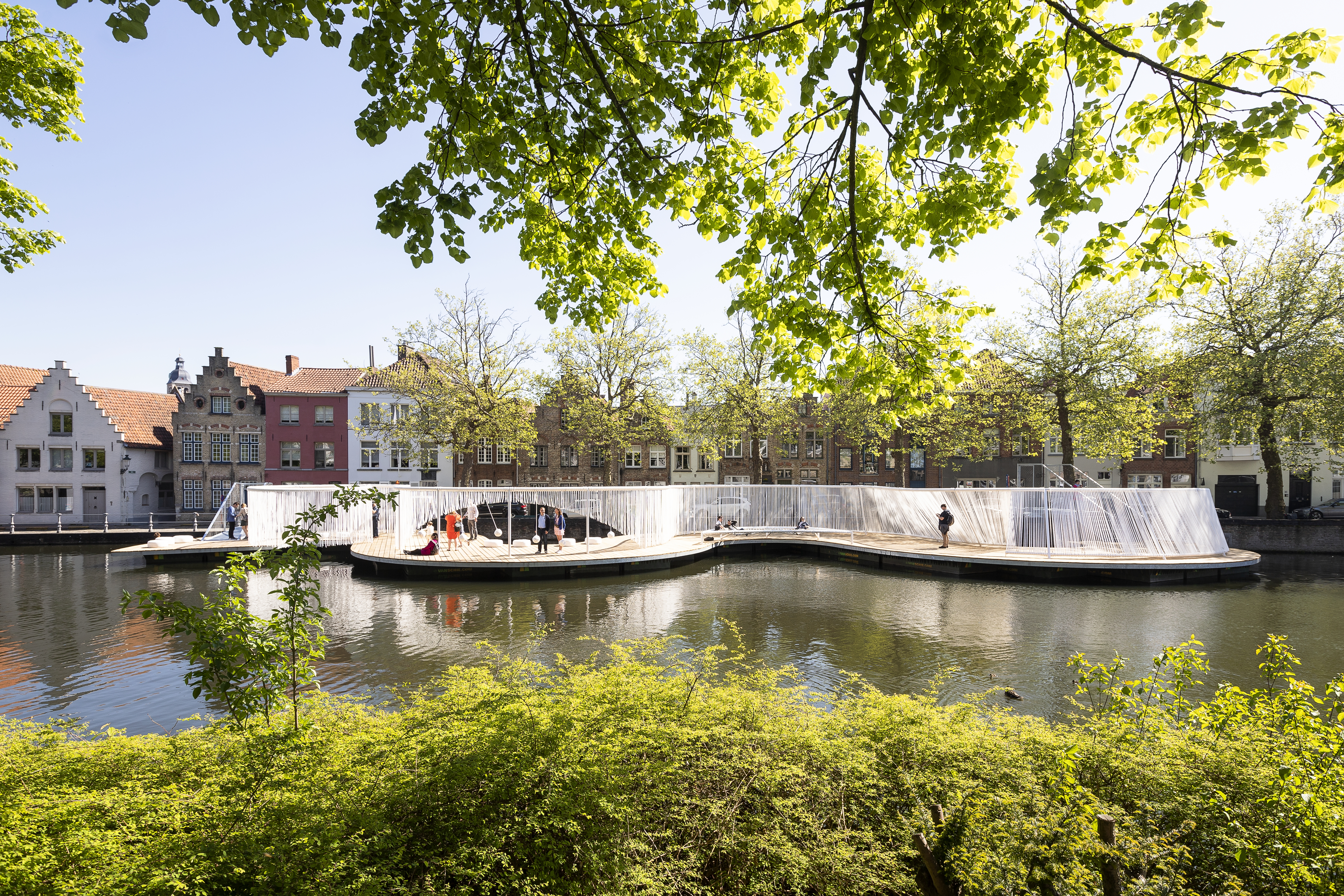
Triënnale Brugge 2018 - OBBA, The Floating Island, foto Matthias Desmedt

## Triënnale 2018
De Triënnale Brugge 2018 liep van 5 mei tot en met 16 september en kreeg de naam Triënnale Brugge 2018: Liquid City | Vloeibare Stad. Deze editie startte met het begrippenkader van de Pools-Britse socioloog en filosoof Zygmunt Bauman. Architecten en kunstenaars hebben volgens Bauman een bijzondere verantwoordelijkheid om openbare ontmoetingsplekken zo gastvrij mogelijk vorm te geven. Vijftien kunstenaars namen de uitdaging aan om een ontwerp te maken voor een specifieke plek in de Brugse binnenstad. Het waren:
1. Jaroslaw Kozakiewicz (°1961), Polen, BRUG, langs de Steenhouwersdijk.
2. Wesley Meuris (°1977), België, UrbanModel, Burg.
3. Renato Nicolodi (°1980), België, Acheron I, Langerei, ter hoogte van de Duinenbrug.
4. NLÉ, een Nederlands architectencollectief onder de leiding van Kunlé Adeyemi (°1976), Nigeria, MFS III - Minne Floating School, in het Minnewater.
5. OBBA, Koreaans architectuurstudio, Sojung Lee (°1979) en Sanjoon Kwak (°1980), Zuid-Korea, The Floating Island, Langerei ter hoogte van de Snaggaardbrug.
6. Roxy Paine (°1966), Verenigde Staten, Checkpoint, in de Poortersloge (niet uitgevoerd).
7. John Powers (°1970), Verenigde Staten, Lanchals, op het Minneboplein.
8. raumlabor, architectencollectief, Duitsland, House of Time, bij de Pakhuizen, Dampoort.
9. Rotor, architecten- en designcollectief, België, What's Eating the Chinese Mitten Crab en Who's Eating te Chinese Mitten Crab, Poortersloge en Zeebrugge-strand.
10. Ruimteveldwerk, architectencollectief, België, G. O. D. in Godshuis Sint-Trudo, Nieuwe Gentweg.
11. Tomás Saraceno (°1973), Argentinië, Aerocene. If you build a city of flying buildings, it has to be very light, in: Poortersloge.
12. selgascano, José Selgas (°1965) en Lucia Cano (°1965), Spanje, selgascano pavilion, Coupure.
13. Monir Sharoudy Farmanfarmalan (°1922), Iran, Khayyám Fountain | Fountain of Life, Grootseminarie, Potterierei.
14. StudioKCA, Verenigde Staten, Skyscraper (the Bruges Whale), Spinolarei - Jan van Eyckplein.
15. Peter Van Driessche (°1964) - Atelier 4 (België), INFINITI²³, site Oud Sint-Jan.

## Triënnale 2021
Met het thema TraumA dook Triënnale Brugge 2021 van 8 mei tot 24 oktober in de ‘uncanny’ geschiedenis en realiteit van Brugge. Historische lagen werden blootgelegd, vergeten of verborgen verhaallijnen besproken. Deze editie verkende de dunne lijn tussen droom en trauma, tussen paradijs en hel. Het thema speelde in op de verbeelding, op de pracht en de praal, maar ook op het ‘unheimliche’ dat er latent steeds in de stad aanwezig is.
Triënnale Brugge 2021: TraumA bracht aan de hand van dertien artistieke en architecturale installaties de verborgen aspecten van een stad naar boven en liet ze deel worden van de beeldvorming van de stad. Met een parcours van sculpturale, architecturale en organische creaties kwamen de installaties tegemoet aan een viering van de veelzijdigheid en beweeglijkheid van deze stad. Tussen privé en publiek. Tussen droom en nachtmerrie. Het parcours in de publieke ruimte werd aangevuld met een verdiepende tentoonstelling in de Poortersloge: De poreuze stad. Waar nog eens meer dan 40 Belgische en internationale kunstenaars hun werk tentoonstelden, geïnspireerd door of passend bij het thema TraumA.
1. Amanda Browder (US)
2. Nadia Kaabi-Linke (TN/UA/DE)
3. Jon Lott (US)
4. Joanna Malinowska & C.T. Jasper (PL/US)
5. Nadia Naveau (BE)
6. Nnenna Okore (US/NG/AU)
7. Henrique Oliveira (BR)
8. Hans Op de Beeck (BE)
9. Laura Splan (US)
10. Adrián Villar Rojas (AR)
11. Héctor Zamora (MX)
12. Gijs Van Vaerenbergh (BE) creëerde Colonnade in het Baron Ruzettepark. De installatie met de dimensies en het silhouet van een prieel of paviljoen, wordt wanneer men binnengaat ineens een labyrint. Voorzien als tijdelijke installatie, werd in oktober 2021 besloten Colonnade in het park te behouden.[7]

## Triënnale 2024

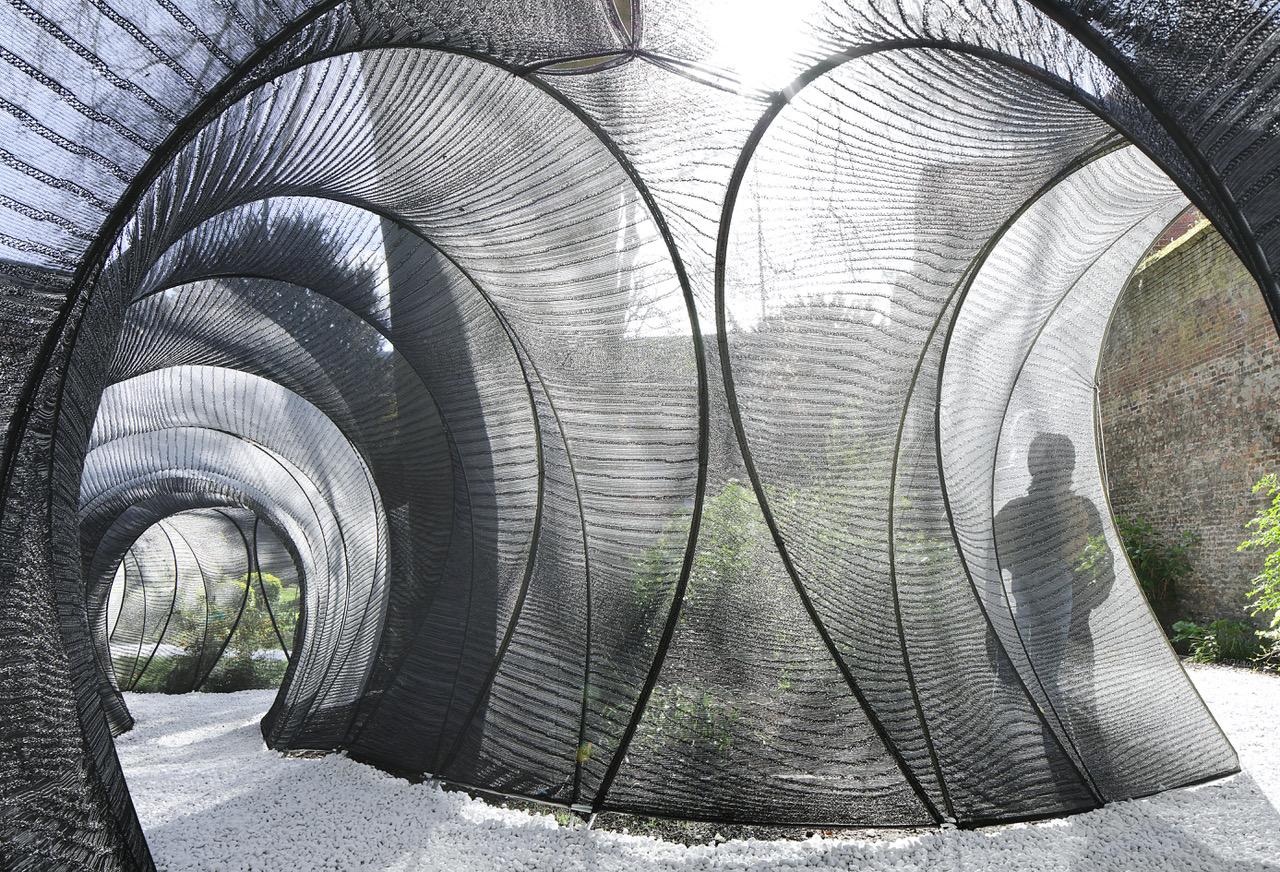
Common Thread - SO–IL © Filip Dujardin

Twaalf kunstenaars en architecten werden uitgenodigd voor de editie van 13 april tot zondag 1 september 2024. Onder de Engelse thematitel Spaces of Possibility wordt met hedendaagse kunst- en architectuurinstallaties geprobeerd aan te geven hoe een Unesco-beschermde historische stad, waar behoud centraal staat, om moet gaan met concepten als verandering en duurzaamheid en hoe hedendaagse kunst en architectuur daarvoor een nieuw kader kan scheppen.
De volgende kunstenaars en architecten werden geselecteerd:
1. Iván Argote (CO)
2. Bangkok Project Studio (TH)
3. Mariana Castillo Deball (MX)
4. Mona Hatoum (LB/UK)
5. Ivan Morison (UK)
6. Norell/Rodhe (SE)
7. Shingo Masuda + Katsuhisa Otsubo Architects (JP)
8. SO–IL (US)
9. Studio Ossidiana (NL)
10. Adrien Tirtiaux (BE)
11. Traumnovelle (BE)
12. Sumayya Vally (ZA)

## Voetnoten
1. ↑  Persdossier: Was het nu '60 of '70. Gearchiveerd op 13 september 2018. Geraadpleegd op 13 september 2018.
2. ↑  Brugge krijgt opnieuw kunsttriënnale. Gearchiveerd op 13 september 2018. Geraadpleegd op 13 september 2018.
3. ↑  De zwanen van Roger Raveel. Gearchiveerd op 13 september 2018. Geraadpleegd op 13 september 2018.
4. ↑  Triënnale maakt na 41 jaar comeback.
5. ↑  Expo – Triënnale Brugge 2015. Gearchiveerd op 14 september 2018. Geraadpleegd op 13 september 2018.
6. ↑  Triënnale Brugge op gang gezwommen[dode link].
7. ↑  Colonnade van Triënnale Brugge zal permanent blijven staan, De Standaard, 6 oktober 2021, geraadpleegd op 11 juli 2024